# Thèze, Alpes-de-Haute-Provence
Thèze (occitanska: Tesa) är en kommun i departementet Alpes-de-Haute-Provence i regionen Provence-Alpes-Côte d'Azur i sydöstra Frankrike. Kommunen ligger i kantonen La Motte-du-Caire som ligger i arrondissementet Forcalquier. År 2022 hade Thèze 256 invånare.

## Befolkningsutveckling
Antalet invånare i kommunen Thèze
Referens: INSEE